# Clenze
Clenze là một đô thị của huyện Lüchow-Dannenberg, bang Niedersachsen, Đức. Đô thị này có diện tích 71,77 km². Đô thị này có cự ly khoảng20 km về phía tây bắc của Salzwedel, và 25 km về phía đông của Uelzen.